# Ulrich Scheele

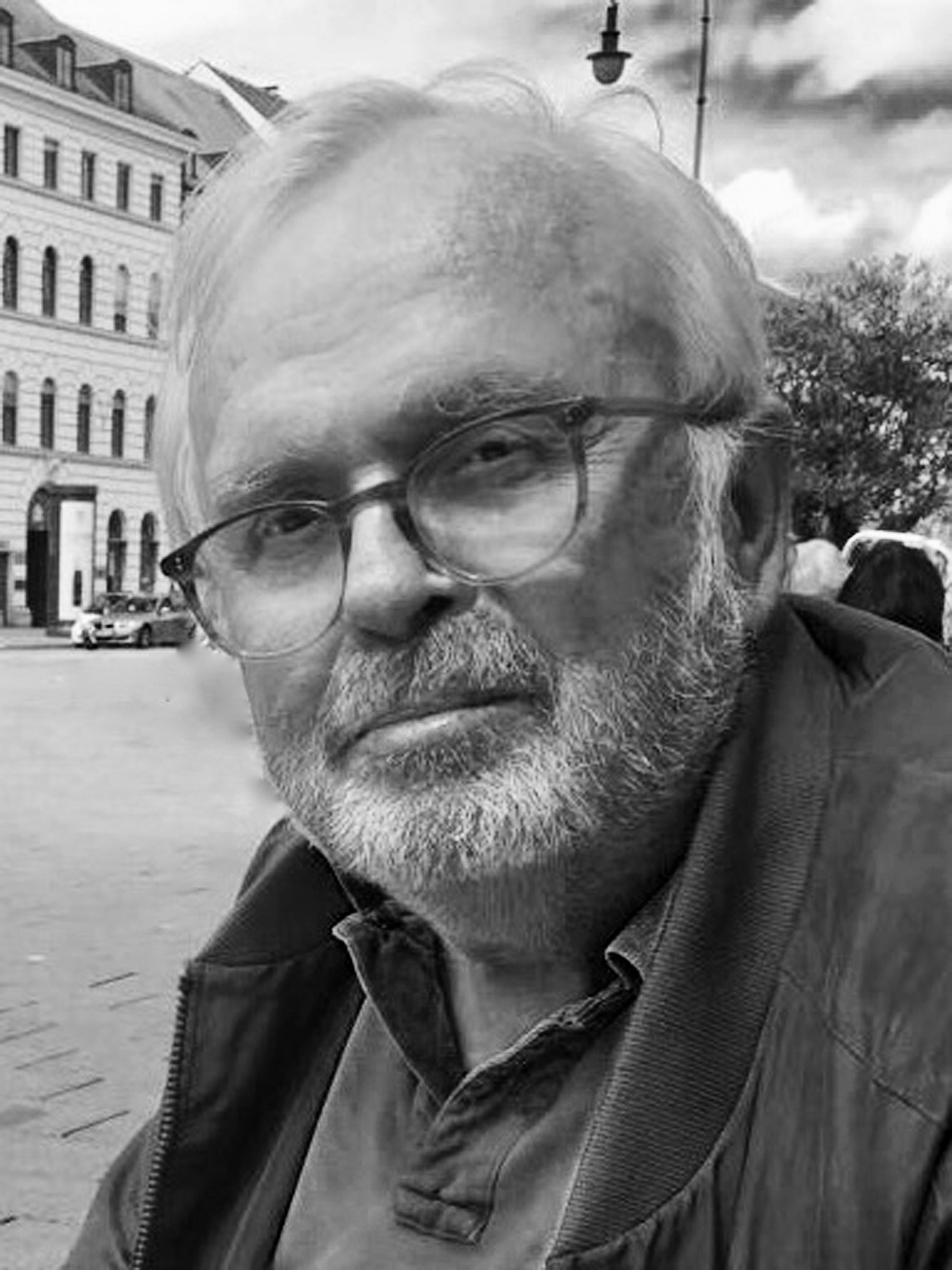
Ulrich Scheele, 2017

Ulrich Scheele (* 27. März 1946 in Neumünster, Schleswig-Holstein) ist ein deutscher Journalist und Zeitschriftenverleger.

## Biografie
Scheele ist das dritte von sechs Kindern von Hans und Maria Scheele. Sein Vater Hans Scheele war Oberkreisdirektor im westfälischen Landkreis Wiedenbrück, später Kreis Gütersloh. Als Vertreter der kommunalen Spitzenverbände war Hans Scheele 1962 Gründungsmitglied des ZDF und Mitglied des ZDF-Verwaltungsrats. Dieser Umstand weckte das Interesse seines Sohnes Ulrich an Medienpolitik und Medien und führte dazu, dass er seine berufliche Zukunft in diesem Umfeld suchte.
Nach dem Abitur 1967 und 18 Monaten Wehrdienst studierte Scheele von 1969 bis 1974 an der Universität München Betriebswirtschaft. Während des Studiums übernahm er in Münchner Fernsehstudios Jobs als Produktions- und Aufnahmeleiter. Für die technische und organisatorische Vorbereitung der Radio- und Fernsehübertragungen von den Olympischen Spielen 1972 leitete er eine kleine Dispositionsabteilung des Deutschen Olympischen Zentrums. Nach einem Praktikum im Medienunternehmen von Leo Kirch schrieb er seine Diplomarbeit – Thema: „Bilanzierung von Spielfilmen in der Jahresbilanz“.
Nach dem Studium begann Scheele seine berufliche Laufbahn am 1. Juni 1974 als kaufmännischer Leiter der Videophon, einer Bertelsmann-Tochter, die sich mit der Herstellung und dem Vertrieb von audiovisuellen Produkten (TED-Bildplatte) befasste. Im Jahr 1976 bereitete Scheele in der Bertelsmann-Konzernzentrale in Gütersloh als Assistent des Buchclub-Vorstands die Gründung eines iranischen Buchclubs vor, wurde dann aber Anfang 1977 wieder nach München geschickt. Dort war er im gerade von Bertelsmann erworbenen Goldmann-Verlag als kaufmännischer Leiter mit der Reorganisation und Integration in den Bertelsmann-Konzern befasst und wurde im Oktober 1978 vom Geschäftsführer Gert Frederking auch zum Vertriebschef ernannt.  
Anfang 1980 machte sich Scheele zunächst als Unternehmensberater selbstständig, um dann Ende 1980 den ProVideo Verlag zu gründen. Als erster Titel im ProVideo Verlag erschien im August 1982 VideoTipp, die weltweit erste Kundenzeitschrift für Videotheken. Zusammen mit dem Hamburger Verleger Dirk Manthey (Filmzeitschrift: Cinema.de) publizierte Scheele 1982 die Fachzeitschriften VideoMarkt und Neue Medien. Mit der Gründung von VideoWoche 1987 wurde schließlich im Münchner Verlag der Grundstein für kontinuierliches Wachstum gelegt. 1988 beteiligte sich die Verlagsgruppe Bertelsmann als Minderheitsgesellschafter. Als weiterer Mitgesellschafter beteiligte sich 1990 die Verlagsgruppe Ebner an ProVideo.
1990 stieg der ProVideo Verlag mit der Marke Videoline in das elektronische Publizieren von Datenbanken ein; im selben Jahr erwarb Scheele von Manthey die gemeinsam gegründete Fachzeitschrift VideoMarkt. Mit der Übernahme des Casablanca Verlags und seiner Zeitschrift Treffpunkt Kino, die als kostenlose Kundenzeitschrift in den Kinofoyers vertrieben wurde, baute Scheele 1991 Kontakte und Kompetenz im Kinobereich auf. Dazu passte 1992 der Erwerb des Branchenmagazins Blickpunkt Film.
1993 folgte die Neugründung der Fachzeitschrift MusikWoche für die Musikwirtschaft und die Umbenennung von ProVideo in Entertainment Media Verlag.
Weitere Neugründungen im Bereich der Kundenzeitschriften wie, unter anderen, Hitshop (1997), Gameshop (1998) und DVDpremiere (1998) sowie die Fachzeitschrift GamesMarkt (2000) sorgten bei Entertainment Media für kontinuierliches wirtschaftliches Wachstum mit zuletzt 130 angestellten Mitarbeitern.
Ins Internetzeitalter starteten Scheele und sein Verlagsteam 1999 mit dem Aufbau der führenden Branchenplattform Mediabiz als Fachportal für Kino-, Film-, Musik-, DVD- und Games-Branche sowie mit einem umfangreichen Newsletterangebot, mit dem der Verlag im Tagestakt die gesamte deutschsprachige professionelle Medienwelt erreichte. 2002 erschloss Scheele mit dem Erwerb des Kinoportals kino.de den Endverbrauchermarkt im Internet. Nach einer gründlichen Überarbeitung und einem Relaunch 2004 entwickelte sich kino.de schnell zum größten Kinoportal im deutschsprachigen Raum. Als wesentliches Fundament für den Erfolg diente die Datenbank Premiumbiz mit über 550.000 Titeln aus allen Bereichen der Entertainment-Industrie, deren Content der Entertainment Media Verlag an viele Internetanbieter lizenzierte. Mit der Media Business Academy (MBA), einer hundertprozentigen Tochtergesellschaft des Verlags, erschloss Scheele seit 1997 den Seminarmarkt für Entertainmentprofis. Die MBA veranstaltete jedes Jahr acht bis zehn Seminare.
Im Sommer 2005 publizierte der Entertainment Media Verlag seine Zeitschriften erstmals auch als multimediales Livepaper, einer innovativen E-Paper-Eigenentwicklung, die die redaktionellen Inhalte der Fachzeitschriften mit der komplexen Datenbank sowie mit multimedialen Inhalten (Film, Musik) verknüpfte. Im Sommer 2006 wurde der Verleger Scheele deshalb mit dem Visions for Leadership Award ausgezeichnet. Spiegel Online schrieb, Livepaper sei „faszinierend“ und „dürfte weltweit im Online-Publishing seinesgleichen suchen“.
Neben den Fachpublikationen etablierte Scheele mit dem Entertainment Media Verlag auch Medienpreise wie den Bogey für herausragende Kassenerfolge im Kino, den DVD Champion im DVD-Bereich und vor allem mit DIVA – Deutscher Entertainment Preis, der jedes Jahr im Rahmen einer Galaveranstaltung verliehen wurde.
Mit dem Livepaper leistete Entertainment Media Pionierarbeit für die Digitalisierung redaktioneller Angebote. Das blieb anderen deutschen Verlagshäusern nicht verborgen. Bernd Buchholz, der damalige Vorstand „Zeitschriften“ von Gruner + Jahr in Hamburg (Teil der Bertelsmann AG), machte Ulrich Scheele ein Übernahmeangebot; im Januar 2007 kaufte Gruner + Jahr den Münchner Fachverlag. Ulrich Scheele behielt die Rechte am Medienpreis DIVA und blieb noch bis Ende Februar 2008 als Geschäftsführer bei Entertainment Media. Sein Nachfolger war Peider Bach.
Im Frühjahr 2014 verkaufte Gruner + Jahr den Entertainment Media Verlag an den Kölner Verleger Timo Busch, der zudem noch von Scheele die DIVA-Rechte erwarb.

### Privatleben
Scheele lebt mit seiner Frau Karen und der gemeinsamen Tochter in der Nähe von München. In erster Ehe war er mit der Kinder- und Jugendpsychotherapeutin Irmela Scheele verheiratet, mit der er zwei erwachsene Töchter und vier Enkelkinder hat.

## Werke
2017 veröffentlichte Ulrich Scheele seine Autobiographie unter dem Titel Jenseits des roten Teppichs. Meine Biografie zwischen Business und Boulevard. tredition, Hamburg, ISBN 978-3-7439-5648-3.

## Auszeichnungen
- 2005: Bayerischer Löwe[13]
- 2006: Visions for Leadership Award
- 2007: Bundesverdienstkreuz am Bande[14]